# Маруйн (Сержипи)
Маруйн (порт. Maruim)  —  муниципалитет в Бразилии, входит в штат Сержипи. Составная часть мезорегиона Восток штата Сержипи. Входит в экономико-статистический  микрорегион Байшу-Котингиба. Население составляет 16 024 человека на 2006 год. Занимает площадь 95,2 км². Плотность населения — 168,32 чел./км².

## История
Город основан в 1835 году.

## Статистика
- Валовой внутренний продукт на 2004 составляет 100.336.883,00 реалов (данные: Бразильский институт географии и статистики).
- Валовой внутренний продукт на душу населения на 2004 составляет 6.330,40 реалов (данные: Бразильский институт географии и статистики).
- Индекс развития человеческого потенциала на 2000 составляет 0,662 (данные: Программа развития ООН).